# Psilopleura flavicans
Psilopleura flavicans är en fjärilsart som beskrevs av Paul Dognin 1911. Psilopleura flavicans ingår i släktet Psilopleura och familjen björnspinnare. Inga underarter finns listade.